# Synagoga w Siadach
Synagoga w Siadach (lit. Sedos sinagoga) – synagoga znajdująca się w Siadach na Żmudzi. 
Synagoga została wybudowana po 1886 roku, na wzór wcześniejszej synagogi, która spłonęła w pożarze. Wybudowana była w stylu klasycystycznym, połączonym z ludową architekturą litewską.  
Synagoga była wybudowana z drewna, osadzona na kamiennym fundamencie, wykonanym na planie zbliżonym do litery T. We wschodnim fragmencie budynku znajdowała się jednopiętrowa sala modlitewna dla mężczyzn, strona zachodnia była dwupiętrowa. Przez centrum budynku poprowadzony był korytarz. We wschodniej ścianie synagogi znajdował się aron ha-kodesz, bima nie znajdowała się na środku sali, ale bliżej jej zachodniej ściany. Nad zachodnią ścianą sali modlitewnej znajdował się babiniec. 
W 1923 roku planowano wybudować nową, murowaną synagogę. W 1935 roku przeprowadzono renowację synagogi. W 1951 roku synagoga pełniła funkcję magazynu i budynku mieszkalnego, w 2007 roku została zwrócona litewskiej społeczności żydowskiej. W 2011 roku ruiny synagogi zostały rozebrane. Niektóre elementy synagogi przechowywane są w dawnym majątku w Renowie. 
Synagoga położona była niedaleko rzeki, między budynkiem bożnicy a rzeką znajdował się budynek mykwy, na drugim brzegu znajdował się cmentarz żydowski.
Od 1993 roku wpisana była do litewskiego rejestru zabytków.